# Flow (videojuego)
Flow (estilizado como flOw) es un videojuego independiente creado por Jenova Chen y Nicholas Clark. Originalmente lanzado como un juego Flash gratuito en 2006 para acompañar la tesis de maestría de Chen, fue reelaborado como un juego para PlayStation 3 en 2007 por su estudio de desarrollo Thatgamecompany con la ayuda de Santa Monica Studio. SuperVillain Studios desarrolló una versión del juego para PlayStation Portable en 2008, y versiones para PlayStation 4 y PlayStation Vita en 2013. En Flow el jugador navega por una serie de planos bidimensionales (2D) con un microorganismo acuático que evoluciona al consumir otros microorganismos. El diseño del juego se basa en la investigación de Chen sobre el ajuste dinámico de la dificultad en la División de Medios Interactivos de la Universidad del Sur de California, y en el concepto teórico de inmersión mental o flujo del psicólogo Mihaly Csikszentmihalyi.
La versión Flash de Flow recibió 100.000 descargas en sus primeras dos semanas de lanzamiento, y fue jugado más de 3,5 millones de veces en 2008. Su relanzamiento para PlayStation 3 fue el juego más descargado en PlayStation Network en 2007 y ganó el premio al mejor juego descargable en los Game Developers Choice Awards de 2008. Fue nominado a premios de la Academy of Interactive Arts & Sciences y la Academia Británica de las Artes Cinematográficas y de la Televisión (BAFTA). Los críticos elogiaron el atractivo visual y sonoro de Flow, pero destacaron la simplicidad de su jugabilidad; varios lo consideraron más una obra de arte que un juego.

## Jugabilidad
En Flow, el jugador guía a una pequeña criatura multisegmentada parecida a un gusano o una serpiente a través de un entorno acuático. No hay menús ni pautas; el juego comienza inmediatamente. El mundo del juego, que se ve desde una perspectiva desde arriba, consta de planos bidimensionales apilados verticalmente uno sobre el otro. Una versión borrosa de la capa de abajo aparece en el fondo de cada plano. Los planos contienen organismos de distintos tamaños; la criatura del jugador intentará consumirlos automáticamente cuando estén cerca. La mayoría de estas criaturas son inofensivas y están compuestas de células que aumentan la cantidad de segmentos en la criatura del jugador al ser devoradas. Todos los planos, excepto el más alto y el más bajo, contienen dos organismos de colores especiales que, al ser tocadas, moverán a la criatura del jugador un plano hacia arriba o hacia abajo.
Ciertos planos presentan criaturas agresivas y multisegmentadas que perecen cuando todos sus segmentos son comidos por la criatura del jugador; sin embargo, pueden comer segmentos de la criatura del jugador para regenerar los suyos. Estas criaturas liberan muchas células al morir, lo que puede restaurar la salud de la criatura del jugador, aumentar temporalmente el tamaño de su boca o hacer que le broten protuberancias decorativas. Los jugadores no están obligados a comer estos ni ningún otro organismo; pueden viajar a planos superiores o inferiores en cualquier momento. Ser derrotado por criaturas agresivas no resulta en la muerte, pero hace que la criatura del jugador flote a un plano superior. En la versión Flash el jugador puede volver a jugar el juego con un organismo parecido a una medusa al derrotar a una criatura agresiva en el plano inferior. Si el jugador llega al fondo de nuevo, se encontrará con su criatura original que es parecida a un gusano, y al derrotarla comenzará el juego nuevamente como ese organismo.

### Versiones de PlayStation
La versión de PlayStation 3 de Flow presenta gráficos mejorados y tres organismos jugables adicionales: uno que puede moverse con una breve ráfaga de velocidad, uno que puede paralizar a otras criaturas y uno que se lanza hacia el punto débil de su presa. A la criatura gusano del juego original se le dio la capacidad de moverse más rápido, mientras que la medusa ahora puede crear un vórtice para atraer pequeñas criaturas. Estos movimientos especiales se activan al presionar cualquier botón del controlador. Cuando el jugador llega al plano inferior con cada criatura, el siguiente tipo de criatura se desbloquea y se vuelve seleccionable al comienzo del juego. La versión de PlayStation 3 presenta un modo multijugador de hasta cuatro jugadores. Se puede entrar a una partida en cualquier momento y los jugadores pueden jugar con diferentes criaturas si así lo desean. La versión de PlayStation Portable contiene todas las características introducidas por la versión de PlayStation 3, pero reduce el tamaño de cada plano. El 20 de noviembre de 2007, la versión de PlayStation 3 recibió un paquete adicional que permite a los jugadores unirse a una partida multijugador para seleccionar sus criaturas. El paquete también incluye nuevos enemigos, tipos de comida y una criatura jugable con una habilidad de escudo.

## Desarrollo
Flow fue desarrollado originalmente como parte de la tesis de maestría de Jenova Chen para el Programa de Medios Interactivos en la Escuela de Artes Cinematográficas de la Universidad del Sur de California. Su tesis fue sobre el concepto de ajuste dinámico de dificultad (DDA), en el que un juego ajusta sus reacciones a un jugador en función de las acciones pasadas y presentes de ese jugador. Ilustró sus ideas con Flow, que creó en colaboración con Nicholas Clark. Chen implementó DDA haciendo que el jugador cambiara la dificultad del juego de forma subconsciente; permitió a los jugadores sumergirse entre planos a voluntad y proporcionó la opción de comer o no comer cualquier criatura. Los jugadores pueden decidir correr hacia abajo o hacerse más fuertes antes de atacar a oponentes poderosos. Chen describió Flow como «un juego simple. Es la prueba más simple de DDA activo». Otra influencia en el juego fue el trabajo del psicólogo Mihaly Csikszentmihalyi sobre el flujo, en el que una persona se sumerge por completo en una actividad y obtiene una sensación de concentración energizada. Para lograr este estado, la persona o el jugador debe tener control sobre la actividad; Chen creía que su teoría DDA daba a los jugadores el control necesario para lograr fluidez mientras jugaban.
El juego fue lanzado en marzo de 2006, después de dos meses de desarrollo, durante los cuales Chen y Clark aprendieron por sí mismos programación Flash. El código fuente del juego fue lanzado más tarde en 2009. La banda sonora del juego fue compuesta por Austin Wintory. Se anunció una versión para PlayStation 3 en PlayStation Store en mayo de ese año, y fue lanzada en febrero de 2007. Chen ya se había graduado en ese momento y había fundado Thatgamecompany, que manejó la conversión a PlayStation 3; Nicholas Clark era uno de los empleados y se desempeñó como diseñador de la versión del juego. Impresionado por Flow, Sony proporcionó a Thatgamecompany finanzas, suministros y personal adicional, y les ofreció un contrato de tres juegos; la versión de PlayStation 3 de Flow fue el primero de ellos. Chen originalmente creyó que la conversión podría completarse en cuatro meses y que estaría lista para el lanzamiento de PlayStation Network en noviembre de 2006. Sin embargo, cuando finalmente se lanzó en febrero de 2007, no incluía «la mitad del diseño original».
Una versión para PlayStation Portable, desarrollada por SuperVillain Studios, fue lanzada en marzo de 2008. La compañía la codificó desde cero, ya que el código y el arte de la versión de PlayStation 3 eran demasiado específicos de la plataforma para reutilizarlos. El paquete adicional para la versión de PlayStation 3 también fue desarrollado por SuperVillain. Thatgamecompany no participó en el desarrollo de ninguno de los proyectos más allá de una influencia de diseño y un papel de dirección de arte, ya que estaban creando su próximo título, Flower. SuperVillain Studios luego creó ports de la versión de PlayStation 3 para PlayStation 4 y PlayStation Vita, que se distribuyeron en noviembre de 2013 para corresponder con el lanzamiento de la PlayStation 4. Aunque no se ha publicado ningún álbum de música específico para Flow, en 2012 Austin Wintory lanzó Journey Bonus Bundle como un álbum solo para descarga en Bandcamp, que contiene variaciones de temas de Flow y Journey, un juego de PlayStation 3 de 2012 de Thatgamecompany.

## Recepción
La versión Flash de Flow recibió 100.000 descargas en sus primeras dos semanas de lanzamiento. Para julio de 2006, había sido descargado más de 650.000 veces; para febrero de 2008, había sido jugado más de 3,5 millones de veces. Su relanzamiento para PlayStation 3 fue el juego más descargado en PlayStation Network en 2007. Flow recibió las nominaciones de los Game Developers Choice Awards de 2008 al premio a la innovación y mejor debut, y fue presentado como mejor juego descargable. Flow fue nominado al juego descargable del año en los 11th Annual Interactive Achievement Awards de la AIAS, y al premio a la mejor innovación en los 4th British Academy Games Awards de la BAFTA. Su música obtuvo nominaciones a mejor banda sonora interactiva y uso más innovador de audio del Game Audio Network Guild, y le hizo ganar al compositor Austin Wintory el premio al novato del año. Flow fue finalista en la Slamdance Guerrilla Games Competition de 2007, pero se retiró junto con varios otros finalistas después de que Super Columbine Massacre RPG! fuera eliminado de la competencia. En 2011 fue elegido a través de una votación pública de una selección inicial de 240 para ser uno de los 80 juegos exhibidos en una exhibición de 2012 en el Museo Smithsoniano de Arte Americano titulada «El arte de los videojuegos». El juego también fue incluido en el libro de referencia de videojuegos de 2010 1001 videojuegos a los que hay que jugar antes de morir.
Flow recibió críticas mixtas de los críticos, que se centraron en las versiones de PlayStation del juego. Las imágenes y la presentación estuvieron entre sus elementos más elogiados, y Chris Roper de IGN los llamó «una de las mayores fortalezas de Flow». Alex Navarro de GameSpot estuvo de acuerdo, diciendo que era «difícil discutir con esa estética»; elogió el uso del color, los diseños de las criaturas y la banda sonora dinámica. Will Freeman de VideoGamer.com lo llamó «atractivo y elegante», lo que hizo que el juego fuera «inmensamente satisfactorio de jugar». Richard Leadbetter de Eurogamer afirmó que el propósito principal del juego era «verse bonito» y «sonar genial».
Los críticos tuvieron opiniones encontradas sobre la jugabilidad; Roper dijo que «simplemente ver lo que sigue» era agradable, pero reconoció que las actividades del juego estaban limitadas más allá de este aspecto. Leadbetter fue más allá, diciendo que Flow «se siente como una demostración técnica en muchos sentidos», y que su pequeña cantidad de jugabilidad existía principalmente «para actuar como un guía turístico» a través de las imágenes y el audio. Freeman dijo que «no sería injusto describir a Flow como vacío y sin sustancia». Navarro concluyó que Flow era agradable durante las pocas horas necesarias para completarlo, pero carecía de «una experiencia de juego duradera». Atribuyó esto al «gran énfasis en la estética sobre la jugabilidad» del juego. Luke Mitchell de PALGN, sin embargo, sintió que «cualquier cosa más complicada le quitaría la naturaleza amigable de una experiencia de este tipo».
Los críticos consideraron que el juego era en gran parte poco desafiante. Roper afirmó que «realmente no hay ningún tipo de desafío aquí», particularmente debido a la incapacidad del personaje del jugador de morir; Leadbetter resumió la dificultad del juego como «insignificante». Sin embargo, al reseñar la versión de PlayStation Portable del juego, Justin Calvart de GameSpot opinó que «la dificultad del juego se escala magistralmente para coincidir con tu nivel de habilidad», por lo que no se vuelve demasiado «frenético o frustrante». Los críticos fueron universalmente despectivos con el modo multijugador, y Calvart dijo que «sea lo que sea, no es bueno». Leadbetter dijo que el modo multijugador de la versión de PlayStation 3 era «poco más que una idea de último momento», mientras que Navarro dijo que «no agrega ni una pizca de profundidad a la experiencia».
En general, los críticos vieron a Flow como una obra de arte más que un juego. Navarro lo llamó una «obra de juego artística» y dijo de manera elogiosa que tenía la «vibra de un proyecto de escuela de arte». Leadbetter creía que era más un experimento que un juego tradicional y lo describió como un «adorno psicodélico». Freeman lo llamó el «primer título de arte y ensayo» de PlayStation 3. Roper resumió a Flow como «no tanto un juego, más bien como una experiencia», y Mitchell afirmó que «intenta hacer algo completamente único y experimental y, en ese nivel, tiene éxito».